# Handle with Care (film 1922)
Handle with Care è un film muto del 1922 diretto da Philip E. Rosen (Phil Rosen). La sceneggiatura di Will M. Ritchie si basa su Handle With Care, una storia breve di Charles Belmont Davis.

## Trama
Cinque dei suoi corteggiatori dichiarano alla bella Jeanne di essere disposti a morire per lei, ma la ragazza sceglie invece David Norris, un giovane avvocato. La loro unione pare felice ma, due anni dopo, David, troppo preso da una causa importante, dimentica l'anniversario di matrimonio e Jeanne non glielo perdona. Rimproverato dalla moglie, accetta di concederle il divorzio se uno dei suoi vecchi pretendenti sarà disposto a fuggire con lei.
Jeanne, durante una passeggiata, ricorda i bei tempi andati con il primo dei suoi corteggiatori, Phil Burnham. Ma, quando gli chiede di scappare, lui le confessa di essere fidanzato. Ned Picard, il secondo, sembrerebbe disposto ad accettare ma, alla fine, accetta invece da David diecimila dollari per rifiutare l'offerta di Jeanne. La donna ci ripensa e sta quasi per riprendere la sua vita tranquilla con il marito quando, d'un tratto, lo vede baciare Marian, la bella vicina. Furibonda, decide di continuare: si reca da Peter Carter, autore di un libro sul matrimonio, che si dichiara ancora innamorato di lei. Ma David, che ha seguito la moglie, lo minaccia con una pistola: Peter, chiedendo pietà, dimostra così di essere indegno di Marian alla quale rinuncia pur di aver salva la vita. MacCullough, l'ultimo dei pretendenti, quasi porta via Jeanne, ma alla fine si viene a sapere che è il novello sposo di Marian, la vicina e che non vuole altro che far riconciliare i due sposi imbronciati l'uno con l'altra.

## Produzione
Il film fu prodotto dalla Rockett Film Corporation.

## Distribuzione
Il copyright del film, richiesto dalla Rockett Film Corp., fu registrato il 31 dicembre 1921 con il numero LU17415.
Distribuito dalla Associated Exhibitors, il film uscì nelle sale cinematografiche degli Stati Uniti il 22 gennaio 1922.
Non si conoscono copie ancora esistenti della pellicola che viene considerata presumibilmente perduta.